# Eric Hayot
Eric Hayot, född 1972, är professor i komparativ litteraturvetenskap och Asienstudier vid Pennsylvania State University. Hans On Literary Worlds väckte en del uppmärksamhet: Emily Apter kallade den ett viktigt bidrag, och Siobhan Phillips kallade den "användbar, och möjligtvis galvaniserande".